# Haut Denkira
Le district de Haut Denkyira est l’un des 13 districts de la Région du Centre (Ghana).